# Żelazna Stara
Żelazna Stara (do 14 lutego 2002 Stara Żelazna) – wieś sołeckaw Polsce położona w województwie mazowieckim, w powiecie kozienickim, w gminie Magnuszew.
W latach 1975–1998 miejscowość administracyjnie należała do województwa radomskiego. 15 lutego 2002 nastąpiła zmiana nazwy ze Stara Żelazna na Żelazna Stara.
Wierni kościoła rzymskokatolickiego należą do parafii św. Jana Chrzciciela w Magnuszewie.